# Соня Девилль
Дарья Рей Беренато (англ. Daria Rae Berenato, род. 24 сентября 1994, Шамонг, Нью-Джерси) — американская женщина-рестлер и мастер смешанных единоборств. Известна выпусталяениями в WWE с 2015 до 2025 год под именем Соня Девилль.
Девиль поднялась на видное место в качестве конкурсантки в сезоне 2015 года WWE Tough Enough, где она заняла одиннадцатое место. После её устранения она подписала контракт с WWE и была отправлена в подготовительный центр WWE в Орландо, Флорида. С тех пор она выступала в WWE территории развития NXT и его основном росторе в качестве сольного конкурента и в одной команде с Мэнди Роуз, получившей название Fire and Desire. После перерыва в середине 2020 года она вернулась в январе 2021 года в роли, не связанной с выступлениями на ринге, а в качестве авторитетной фигуры на экране.
В смешанных единоборствах она участвовала в трех матчах, имея рекорд 2-1.

## Ранняя жизнь
Беренато родилась в городке Шамонг, штат Нью-Джерси, у итальянских родителей. Она посещала среднюю школу Сенека в Табернакле, Нью-Джерси. в возрасте 16 лет Беренато начала тренироваться и выступать в смешанных единоборствах.Начиная с дзюдо и бокса и переходя к Муай-Тай и джиу-джитсу, на следующий день после окончания школы она переехала в Коконат-Крик Флориду, чтобы тренироваться с несколькими из лучших бойцов ММА (Индия Гомес, Стив Бруно) в ATT.
В возрасте 18 лет Дарья продюсировала и снялась в своем первом фильме («Честь»), посвященном очень чувствительным вопросам религиозного консерватизма и гомофобии, и с тех пор собрала неплохое резюме для своего возраста, включив в него приятное сочетание актёрской, продюсерской, каскадерской работы и довольно многих концертов (главным из которых был «UFC AfterBuzz»).

## Карьера в рестлинге

### WWE

#### Tough Enoughи NXT (2015—2017)
В июне 2015 года Беренато была одной из тринадцати финалисток шестого сезона Tough Enough конкурса от WWE. Она была третьим конкурентом, выбывшей из соревнований.
В октябре 2015 года Беренато подписала контракт с WWE и была переведена на развивающий бренд NXT, чтобы начать обучение. Дебютировала на ринге 3 декабря во время хаус-шоу против Наи Джакс, который она проиграла.Беренато впервые появилась на телевидении и дебютировала на ринге под своим настоящим именем 17 августа на эпизоде NXT, где она участвовала в командном матче из шести женщин вместе с Мэнди Роуз и Алексой Блисс, но были побеждены Кармеллой, Лив Морган и Никки Кросс. 23 ноября на эпизоде NXT Беренато вернулась на телевидение в другом матче команды из шести женщин с культовым дуэтом (Билли Кей и Пейтон Ройс), где они проиграли Алии, Эмбер Мун и Лив Морган.В эпизоде 21 декабря NXT Беренато участвовала в своем первом телевизионном одиночном матче, где она потерпела поражение от Билли Кей из-за отвлекающего манёвра Пейтон Ройс.
3 мая 2017 Беренато вернулась на ринг NXT под новым именем Соня Девилль участвуя в баттл-роялле за первое место претендента на женское чемпионство NXT Аски, где она была устранена Пейтон Ройс и Билли Кей. После этого Девиль начала победную серию, победив Лэйси Эванс , Рейчел Эверс, Дженну Ван Бемель и Зеду. После очередного короткого перерыва Девиль вернулся на эпизод NXT от 18 октября, где она участвовала в матче с тройной угрозой против Эмбер Мун и Руби Райот, чтобы получить место в фатальном четырёхстороннем матче за вакантное женское чемпионство NXT на NXT TakeOver: WarGames 18 ноября, который выиграла Мун На эпизоде NXT 22 ноября Девилль была побеждена Руби Райот.6 декабря на эпизоде NXT состоялся матч-реванш где они столкнулись в матче без ограничений, в котором выиграла Девилль.27 декабря на эпизоде NXT безуспешно оспаривала женское чемпионство NXT Эмбер Мун

#### Absolution, (Прощение) Fire and Desire (Огонь и Желание) (2017—2020)
20 ноября 2017 года на эпизоде Raw Девилль присоединилась к Мэнди Роуз и Пейдж, когда они атаковали Сашу Бэнкс, Бэйли, Микки Джеймс и Алексу Блисс. Через неделю имя этой троицы было раскрыто как Absolution. Девилль провела свой первый телевизионный матч в основном росторе на Tribute to the Troops 19 декабря, где Absolution победили Бейли, Микки Джеймс и Сашу Бэнкс.
28 января 2018 года Девилль вошла в первый женский матч Royal Rumble под номером 10, и устранила Торри Уилсон, продержавшись 6:41, устранена Мишель Маккул. 25 февраля участвовала в первом женском Elimination Chamber на PPV Elimination Chamber (2018), где была побеждена Алексой Блисс. В апреле Пейдж ушла с ринга из-за травмы шеи и стала генеральным менеджером SmackDown. В своем первом появлении в Рестлмании, на Рестлмании 34 Девиль участвовала в Женской Королевской битве WrestleMania, которую выиграла Наоми. Во время встряски суперзвезд 2018 года Девилл и Роуз были драфтованы на SmackDown, но Пейдж заявила, что они не получат особых возможностей и Absolution распались. В течение всего лета Девилль будет продолжать свой союз с Роуз, поскольку они оба оставались командой и выступали в различных одиночных и командных матчах. 28 октября Девилль также приняла участие в первом в истории женском PPV, WWE Evolution, участвуя в женском баттл-рояле, где она была устранена Роуз. В Ноябре на PPV Survivor Series (2018), Девилль принимает участие в женской команде Smackdown в традиционном матче пять на пять на выбывании. В своем первом появлении на турнире Девиль была одной из последних двух женщин команды наряду с Аской, но она была устранена по отсчету после драки с Бейли за пределами ринга. 27 января 2019 года на Royal Rumble Девиль участвовала в своем втором матче женской Королевской Битве, где она вошла под номером 25, проведя в ней 04:26, прежде чем её устранила Алекса Блисс. 17 Февраля Elimination Chamber (2019)
Девилль и Роуз впервые участвуют в шестимандатном отборочном матче за Командное чемпионство WWE среди женщин где они были последней командой, выбывшими окончательными победителями Сашей Бэнкс и Бейли.
Вскоре после Fastlane, угол роспуска между Девиллом и Розой был снова изображен, как оба случайно стоили друг другу матчей против женской чемпионки SmackDown Аски. Во время пре-шоу WrestleMania 35,Девиль и Роуз участвовали во второй женском баттл-роялле, однако были одними из последних участников, выбывших из матча. В мае Девилль и Роуз была предоставлена возможность выбрать между собой, кто будет последним участницей в лестничном матче Деньги в Банке на одноимённом pay-per-view 19 мая. Девиль, которая настаивала на том, чтобы Роуз получила место, попытался подняться по лестнице и помочь Роуз выиграть матч, однако Бейли смогла отбиться от них и забрать чемоданчик.

#### Распад Fire and Desire, фьюд с Менди Роуз (2020—2021)
В дни, перед «Рестлмании-36», Роуз завязала отношения с Отисом и была обеспокоена его преданностью «Fire and Desire». Это было показано на Smackdown! за 2 дня до Рестлмании, что Девилль на самом деле сговорилась с Дольфом Зигглером, чтобы успешно заманить Роуз подальше от Отиса, чтобы он мог держать её сосредоточенной на дальнейших успехах с ней. После этого откровения Девилль хилтернулась и пошла вровень с Зигглером, а разгневанный Отис вызвал Зигглера на поединок на Рестлмании. В то время как этот матч продолжался, Роуз появилась и атаковала Девилль, затем вышла на ринг и ударила Зигглера в пах, позволив Отису закончить Зигглера своим гусеничным финишером и выиграть матч. 12 дней спустя, после многочисленных попыток связаться с Роуз, Девилль наконец — то поговорила с Роуз, и она вырезала промо-ролик и раскрыла свою истинную мотивацию для того, чтобы встать между Розой и Отисом-Девилль надоело находиться в тени Роуз, она назвала её «сучкой с главной обложки» и напала на неё сзади, окончательно развалив «Fire and Desire». В августе Девиль напала на Роуз за кулисами и начала стричь ей волосы. На SummerSlam эти двое, будут участвовать в матче волосы против волос. 23 августа на SummerSlam в матче Проигравшая покидает WWE проиграла Соня Девиль .
На SmackDown от 1 января 2021 года Девиль вернулась в WWE в своем первом появлении с августа 2020 года и была восстановлена. Затем она стала помощником авторитетной фигуры на экране Адама Пирсана бренде SmackDown. Позже она также начала появляться на бренде Raw и сама принимала управленческие решения, такие как восстановление Шарлотты Флэр после того, как Пирс отстранила её, а затем добавила её в матч за Чемпионство Raw среди женщин на WrestleMania Backlash. В октябре 2021 года Девиль провела свой первый матч за 14 месяцев, объединившись с Шейной Базлер, победив Наоми в гандикап-матче.

## Другие медиа
Беренато выступила со организатором серии на YouTube UFC AfterBuzz
Дебютировала в видеоигре WWE в качестве игрового персонажа в WWE 2K 19.

## Личная жизнь
Беренато лесбиянка и является первой открытой женской лесбиянкой-рестлером в WWE. Проживает в Орландо, штат Флорида.
16 августа 2020 года мужчина из Южной Каролины был арестован за то, что ворвался в дом Беренато в Лутце, штат Флорида, а затем был обвинен в преследовании при отягчающих обстоятельствах, вооруженном ограблении жилого помещения, при попытке вооруженного похищения и преступном хулиганстве. Позже Беренато получила временный запрет на «преследование насилия».

## Рекорд по смешанным единоборствам
| Боёв 3   | Побед 2 | Поражений 1 |
| -------- | ------- | ----------- |
| Нокаутом | 1       | 0           |
| Сдачей   | 1       | 0           |
| Решением | 0       | 1           |

| Результат | Рекорд | Соперник       | Способ                      | Турнир                                | Дата             | Раунд | Время | Место                         | Примечание |
| --------- | ------ | -------------- | --------------------------- | ------------------------------------- | ---------------- | ----- | ----- | ----------------------------- | ---------- |
| Поражение | 2-1    | Жасмин Поунсу  | Решение (единогласное)      | University of MMA: Fight Night 9      | 8 марта, 2015    | 3     | 6:00  | Лос-Анджелес, Калифорния, CША | [ 77 ]     |
| Победа    | 2-0    | Джеселия Перес | ТКО (удары руками)          | CFL HD 2: Bitter Rivals               | 7 февраля, 2015  | 2     | 2:00  | Викторвилл, Калифорния, США   | [ 78 ]     |
| Победа    | 1-0    | Алленита Перес | Сдача((удушение гильотиной) | CFL HD 1: Mavericks, No Guts No Glory | 11 октября, 2014 | 3     | 1:09  | Аделанто, Калифорния, США     | [ 79 ]     |

## Титулы и достижения
- Pro Wrestling Illustrated
  - PWI ставит его под № 60 из 100 женских рестлеров в 2019 году[80]
- Sports Illustrated
  - Ставит её под № 21 из 30 женщин-рестлеров в 2018[81]
- WWE
  - Командная чемпионка WWE среди женщин (1 раз) — с Челси Грин

### Luchas de Apuestas
| Победитель (ставка)   | Проигравший (ставка)    | Место                 | Мероприятие       | Дата            | Примечания               |
| --------------------- | ----------------------- | --------------------- | ----------------- | --------------- | ------------------------ |
| Мэнди Роуз (Контракт) | Соня Девилль (Контракт) | Орландо, штат Флорида | SummerSlam (2020) | 23 августа 2020 | Проигравшая покидает WWE |

## Заметки
1. ↑  В связи с полученной травмой, Аска была вынуждена отказаться от титула женского чемпионства NXT и в скором времени дебютирует на Raw[24][25]
2. ↑  В оригинальных планах сценаристов WWE матч Мэнди Роуз против Сони Девилль должен пройти с условием волосы против волос где Соня проиграла бы и изменить её образ. Но за несколько дней до SummerSlam в дом Сони ворвался ненормальный фанат с целью похитить её. После этого инцидента адвокат Сони Девилль сказал, что появляться лысой в суде по делу, который недавно случился в её доме, будет не лучшей идеей. По словам Мельтцера, именно это и стало причиной изменить условия на «проигравший покидает WWE»[82].